# 高岡村 (三重県)
高岡村（たかおかむら）は三重県一志郡にあった村。現在の津市一志町の北西端、雲出川の中流域、近鉄大阪線・川合高岡駅の西側一帯にあたる。

## 地理
- 河川：雲出川、波瀬川

## 歴史
- 1889年（明治22年）4月1日 - 町村制の施行により、田尻村・高野村・其倉村・日置村の区域をもって発足。
- 1955年（昭和30年）1月15日 - 大井村・波瀬村・川合村と合併して一志町が発足。同日高岡村廃止。

## 交通

### 鉄道路線
- 日本国有鉄道
  - 名松線
    - 伊勢田尻駅（現・一志駅。現在は旧・川合村域に所在）
- 近畿日本鉄道
  - 大阪線
    - 川合高岡駅（敷地が川合村に跨っていた）
- 中勢鉄道
  - 鉄道線（1943年廃止）
    - 其倉駅

### 道路
現在は旧村域を伊勢自動車道が通過するが、当時は未開通。